# بومادران زرد
بومادران زرد، بومادران مزرعه‌روی (نام علمی: Achillea micrantha) مترادف (نام علمی: Achillea Biebersteinii) نام یک گونه از سرده بومادران است.